# Ramata Soré
Ramata Soré est une analyste politique et  journaliste d'investigation burkinabè. Elle est journaliste depuis 2000, principalement pour L'Evénement, un journal bimensuel du Burkina Faso.

## Biographie

### Enfance et études
Après sa maitrise en sciences techniques de l'information et de la communication obtenue en 2001 à l'université de Ouagadougou, elle s'inscrit par la suite pour un master en journalisme aux États-Unis. Elle s'est établit en Allemagne où elle travaille pour une radio.

### Carrière
Elle commence sa carrière de journaliste en tant que stagiaire en 2000 au journal Le Pays puis pigiste et enfin journaliste à plein temps au journal l'Evènement,. En 2005, elle a lancé un blog. Depuis 2012, elle travaille à la rédaction française de la Deutsche Welle et prêtant sa voix à la radio internationale basée à Bonn en Allemagne. En juillet 2012, elle écrit un article intitulé "La femme au Burkina Faso: Sujet et acteur dans les médias". Elle est membre de l'association des professionnelles africaines de la communication(APAC). Ces articles lui permettent de recevoir de nombreux prix aussi bien sur le plan national que sur le plan international.

## Distinction et récompenses
- 2005: Prix Galian, elle remporte le prix du reportage en presse écrite et prix de la meilleure photo[9]
- 2006: Prix CNN, catégorie informations générales francophones avec son article sur  l'homosexualité au Burkina Faso[10]
- 2008: Prix Reuters IUCN Media pour un reportage environnemental[4]
- 2008: Nommée au Prix Albert Londres[11]
- 2015: Prix d'encouragement lors da la remise des Prix Norbert Zongo du journalisme d'investigation[12]